# Sérgio Trindade
Sérgio Trindade (14 de diciembre de 1940-18 de marzo de 2020) fue un ingeniero químico e investigador brasileño.

## Biografía
Se especializó en energía renovable y desarrollo económico sostenible, lo que lo ayudó a ganar el Premio Nobel de la Paz en 2007 por su papel en el Panel Intergubernamental sobre Cambio Climático. El Panel compartió este premio con Al Gore.
Graduado de la Universidad Federal de Río de Janeiro, Trindade obtuvo un doctorado en el Instituto de Tecnología de Massachusetts.

## Muerte
Murió en la ciudad de Nueva York el 18 de marzo de 2020 debido a COVID-19 causado por el virus del SARS-CoV-2. Tenía 79 años.